# Інженерна психологія
Інженерна психологія — розділ психології, в якому досліджується взаємодія людини та технічних пристроїв. Основними завданнями інженерної психології є дослідження процесів прийому, переробки та збереження інформації людиною, які здійснюються при проектуванні технічних пристроїв та управлінні ними. Розробки в галузі інженерної психології ведуться за такими напрямами: 
- вивчення структури діяльності оператора, її психофізіологічних і психологічних аспектів;
- інженерно-психологічне проектування; психологічне забезпечення наукової організації праці;
- професійний добір та навчання кадрів.

Інженерна психологія виникла в умовах науково-технічної революції, яка змінила психологічну структуру виробничої праці, найважливішими складовими якої стали процеси сприйняття і переробки оперативної інформації, прийняття рішень в умовах обмеженого часу.

## Основні проблеми інженерної психології
1. аналіз задач людини в системах управління, розподіл функцій між людиною і автоматичними пристроями, зокрема комп'ютерами.
2. дослідження спільної діяльності операторів, процесів спілкування та інформаційної взаємодії між ними;
3. аналіз психологічної структури діяльності оператора;
4. дослідження факторів, що впливають на ефективність, якість, точність, швидкість, надійність дій операторів;
5. дослідження процесів прийому людиною інформації, вивчення сенсорного «входу» людини;
6. аналіз процесів переробки інформації людиною, її зберігання та прийняття рішення, психологічних механізмів регуляції діяльності операторів;
7. дослідження процесів формування команд та виконання керуючих дій людиною, характеристик його мовного та моторного «виходу»;
8. розробка методів психодіагностики, професійної орієнтації і відбору фахівців операторського профілю;
9. аналіз та оптимізація процесів навчання операторів.

У процесі розвитку інженерної психології відбувся перехід від вивчення окремих елементів діяльності до вивчення трудової діяльності в цілому, від розгляду оператора як простої ланки системи управління до розгляду його як складної високоорганізованої системи, від машиноцентричного підходу - до антропоцентричного.